# Mustafa Jahja
Mustafa Abd as-Sajjid Jahja (arab. مصطفى عبد السيد يحيى) – egipski zapaśnik walczący w stylu klasycznym. Srebrny medalista igrzysk afrykańskich w 1978 roku.